# 1-Iodo-hexano
1-Iodo-hexano ou iodeto de n-hexila é o composto orgânico de fórmula C6H13I e massa molecular de 212,07. Apresenta ponto de fusão de -75 ºC, ponto de ebulição de 181 ºC, densidade de 1,437 e ponto de fulgor de 67 ºC. É classificado com o número CAS 638-45-9 e EINECS 211-339-0.